# Giuseppe Zocchi

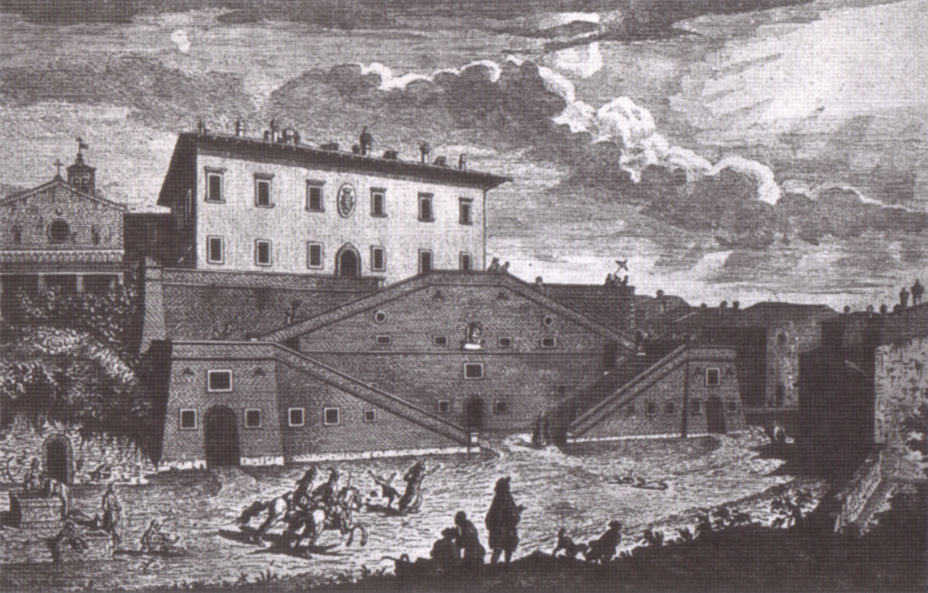
La Real Villa di Cerreto Guidi, 1744

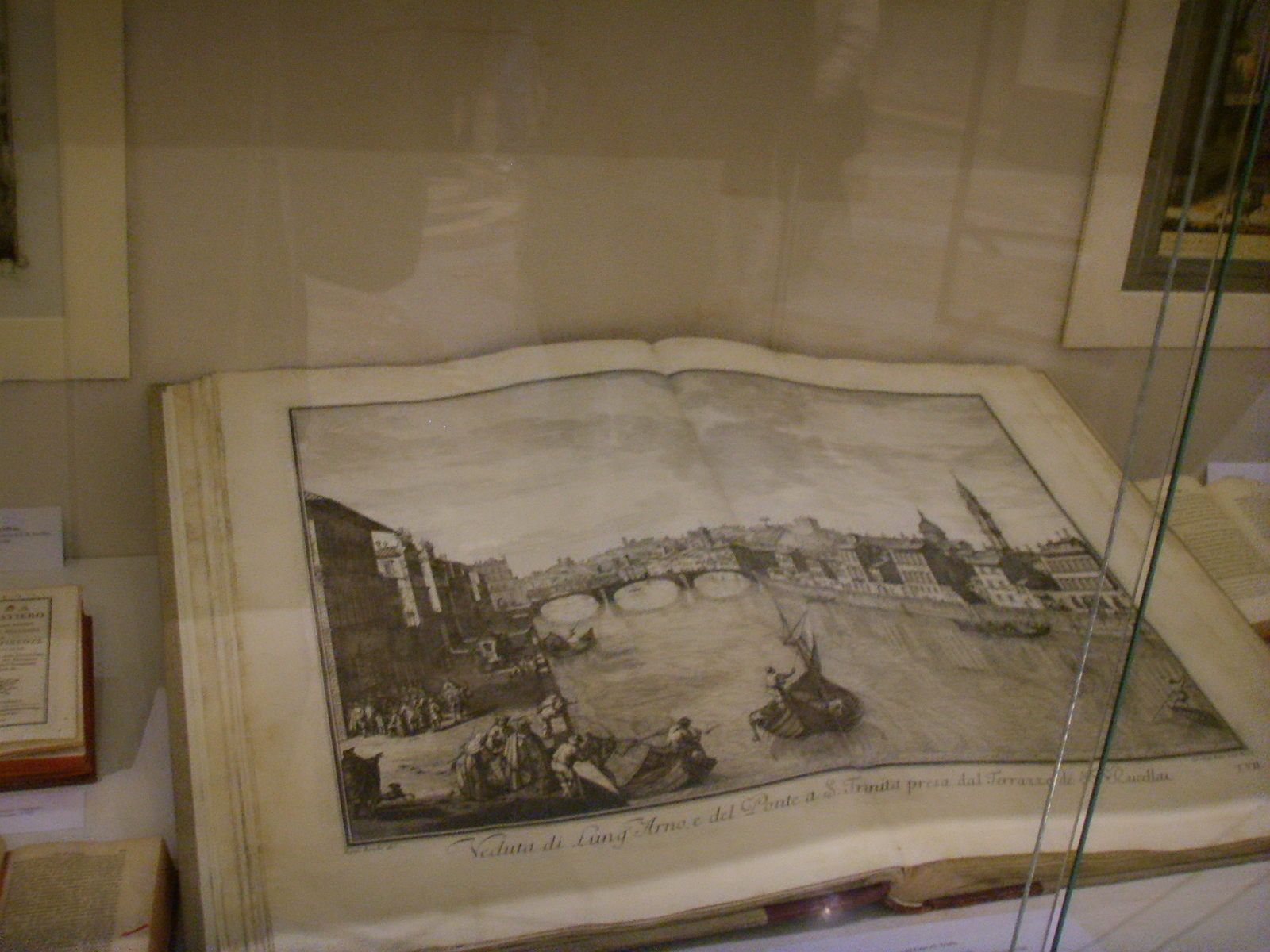
Edizione originale delle Vedute di Firenze, Biblioteca Nazionale Centrale di Firenze

Giuseppe Zocchi (Firenze, 19 marzo 1716 – Firenze, 22 giugno 1767) è stato un pittore, incisore e disegnatore italiano attivo soprattutto a Firenze.

## Biografia
Nato in una famiglia di origini modeste, entrò nella bottega di Ranieri del Pace, dove iniziò a farsi una fama come decoratore di interni.
Entrato sotto la protezione del marchese Andrea Gerini, poté viaggiare a Venezia, Milano, Bologna e Roma, dove imparò le nuove tendenze artistiche e sviluppò una certa curiosità verso il paesaggio e la società contemporanea.
La sua opera più famosa è una serie di 25 vedute della città di Firenze e di 50 delle ville granducali e di luoghi nei dintorni di Firenze, commissionate da Andrea Gerini e pubblicate a partire dal 1744, che ebbero immediatamente un notevole successo e diffusione a livello europeo. Il suo stile si rifaceva al vedutismo veneziano, con una capacità di rendere limpide le raffigurazioni dei paesaggi e delle architetture in genere, con una notevole attenzione al dettaglio, che rende questa serie un preziosissimo documento della Firenze del Settecento. Le vedute di Firenze di Zocchi ispirarono anche le opere di Nathaniel Parr, incisore suo contemporaneo.
Per lo stesso Gerini decora ad affresco il palazzo gentilizio in via Ricasoli.
Dal 1749 si occupò di disegnare anche i modelli per gli intarsi in pietre dure realizzati nell'Opificio con temi naturalistici, che ebbero un notevole successo e importanti committenze, come l'Imperatore asburgico e il Re di Prussia. La manifattura dei mobili intarsiati si protrasse fino al 1760.
Morì a Firenze nel 1767 e fu sepolto nella chiesa di San Frediano vecchio, demolita una quindicina d'anni dopo.